# 고대 노브고로드 방언
고대 노브고로드 방언(Old Novgorod, древненовгородский диалект)은 중세에 벨리키 노브고로드를 중심으로 하여 노브고로드 공화국에서 쓰이던 동슬라브어의 방언을 가리킨다. 11~15세기에 쓰인 중세의 자작나무 껍질 사본들을 통해 주로 문증된다. 안드레이 잘리즈냐크가 묘사한 "초방언적 고대 러시아어"와는 구분되는 특징을 가지고 있었다고 여겨진다.
다른 슬라브어 변종에서는 사라진 일부 고풍스러운 특징을 유지하고 있는 점이 주목받는데, 예를 들어 노브고로드-프스코프 지역에서 발견된 자작나무 껍질 편지는 슬라브어 제2차 구개음화가 당시 이 지역에 도달하지 못했음을 증명한다. 더욱이 이 편지는 당시 서면 언어에서 지배적이던 교회 슬라브어와 대조적인 속된 슬라브어의 존재에 대한 독자적인 증거를 제공한다. 대부분의 편지는 개인 서신, 지시, 불만, 뉴스 및 알림과 같은 비공식적인 글인 것이 특징인데, 이는 당시 어린이와 여성 사이에서도 높았던 문해율을 나타낸다.

## 같이 보기
- 노브고로드의 서
- 온핌

## 참고 문헌
- Greenberg, Marc L. (2017년 1월 20일). 〈Slavic〉.   Kapović, Mate. 《The Indo-European Languages》 (영어). Taylor & Francis. 519–551쪽. ISBN 978-1-317-39153-1.
- Schallert, Joseph (2024).  Šipka, Danko, 편집. 《The Cambridge Handbook of Slavic Linguistics》. Cambridge University Press. 595–625쪽. ISBN 978-1-108-83267-0.
- Vinokur, Grigory O. (1971년 4월 2일). 《The Russian Language: A Brief History》 (영어). Cambridge University Press. ISBN 978-0-521-07944-0.